# Encantada-Ranchito El Calaboz
Encantada-Ranchito El Calaboz és una concentració de població designada pel cens dels Estats Units a l'estat de Texas. Segons el cens del 2000 tenia 2.100 habitants.

## Demografia
Segons el cens del 2000, Encantada-Ranchito El Calaboz tenia 2.100 habitants, 486 habitatges, i 445 famílies. La densitat de població era de 194,4 habitants per km².
Dels 486 habitatges en un 63,6% hi vivien nens de menys de 18 anys, en un 71,2% hi vivien parelles casades, en un 15,8% dones solteres, i en un 8,4% no eren unitats familiars. En el 7% dels habitatges hi vivien persones soles el 4,5% de les quals corresponia a persones de 65 anys o més que vivien soles. El nombre mitjà de persones vivint en cada habitatge era de 4,31 i el nombre mitjà de persones que vivien en cada família era de 4,53.
Per edats la població es repartia de la següent manera: un 41,7% tenia menys de 18 anys, un 10,9% entre 18 i 24, un 28,2% entre 25 i 44, un 13,6% de 45 a 60 i un 5,6% 65 anys o més.
L'edat mediana era de 23 anys. Per cada 100 dones de 18 o més anys hi havia 93,2 homes.
Entorn del 36,9% de les famílies i el 41,4% de la població estaven per davall del llindar de pobresa.

## Poblacions properes
El següent diagrama mostra les poblacions més properes.